# 突兀社
突兀社全稱突兀文艺社。是重慶陪都時期活躍的一個文藝社團。該社團持續活動近十年，并在文学大师茅盾与老舍的指导与影响下，留下了一批反映抗战现实生活的作品，成为抗战时期重庆颇具典型意义的校园文艺社团。

## 歷史沿革
民國廿九年,重庆兼善中学一群学生发起成立。并延伸至复旦大学、重庆大学、国立剧专、载英中学等多所大、中学的校园文艺社团。

## 影響
突兀社在抗战时期重庆的校园与社会产生广泛的影响，该社兴办了《突兀文艺》、《突兀旬刊》、《突兀晚报》等文艺刊物。

## 參看
- 兼善中學

## 外部連結
- 活跃于抗战中的重庆校园文艺社团——突兀社